# Giarole
Giarole – miejscowość i gmina we Włoszech, w regionie Piemont, w prowincji Alessandria.
Według danych na styczeń 2010 gminę zamieszkiwały 723 osoby przy gęstości zaludnienia 139 os./km².